# Polič
Políč in pôlič je stara prostorninska enota in vrč.
- 1 polič = 0,75 litra;
- vrč (praviloma za pijačo, predvsem vino). Praviloma izdelan iz gline.